# Mistr Pavel z Levoče
Mistr Pavel z Levoče (c. 1465/1470–1480? – 1537–1542?) byl spišský řezbář a sochař v období pozdní gotiky, tvůrce nejvyššího dřevěného oltáře na světě, který se nachází v levočském kostele svatého Jakuba.

## Význam
Po roce 1500 se Pavel usadil v Levoči, kde měl řezbářskou a zřejmě i malířskou dílnu. Svou dílnou dovršil více než dvousetletou řezbářskou tradici Spiše a Slovenska. Pracoval pro Levoču a oblast Spiše. Jeho díla se nacházejí v Šariši, Gemeru, Liptově a ve sbírkách českých a slovenských galérií.
Na díle levočského řezbáře Pavla je obdivuhodná nejen kvalita, ale i zachovaný rozsah prací. Jeho dílna pracovala velmi intenzivně, protože se zachovalo dodnes velké množství děl na východním a středním Slovensku, které vznikly těsně za sebou.
Jeho působení umělecky ztvárnil v roce 1956 Ľudo Zúbek v historicko-životopisné próze Skrytý prameň, která se v roce 1973 stala předlohou stejnojmenného filmového zpracování. Fiktivní příběh z řezbářova života je námětem opery Mistr Pavel slovenského skladatele Bartolomeje Urbance z roku 1980. Dílu mistra Pavla je věnovaná expozice v Muzeu Majstra Pavla v Levoči.

## Pavlův život
O osobě mistra Pavla toho příliš nevíme. Nevíme, kde se narodil, ani odkud přišel. Po roce 1500 se usadil v Levoči. Mohl být levočským rodákem, mohl přijít z Pasova, z Wittenbergu, z Augsburgu či ze severní Itálie nebo Tyrolska. Jeho příjmení není známe. Dosavadní poznatky nasvědčují tomu, že svému uměleckému řemeslu se naučil v Krakově.

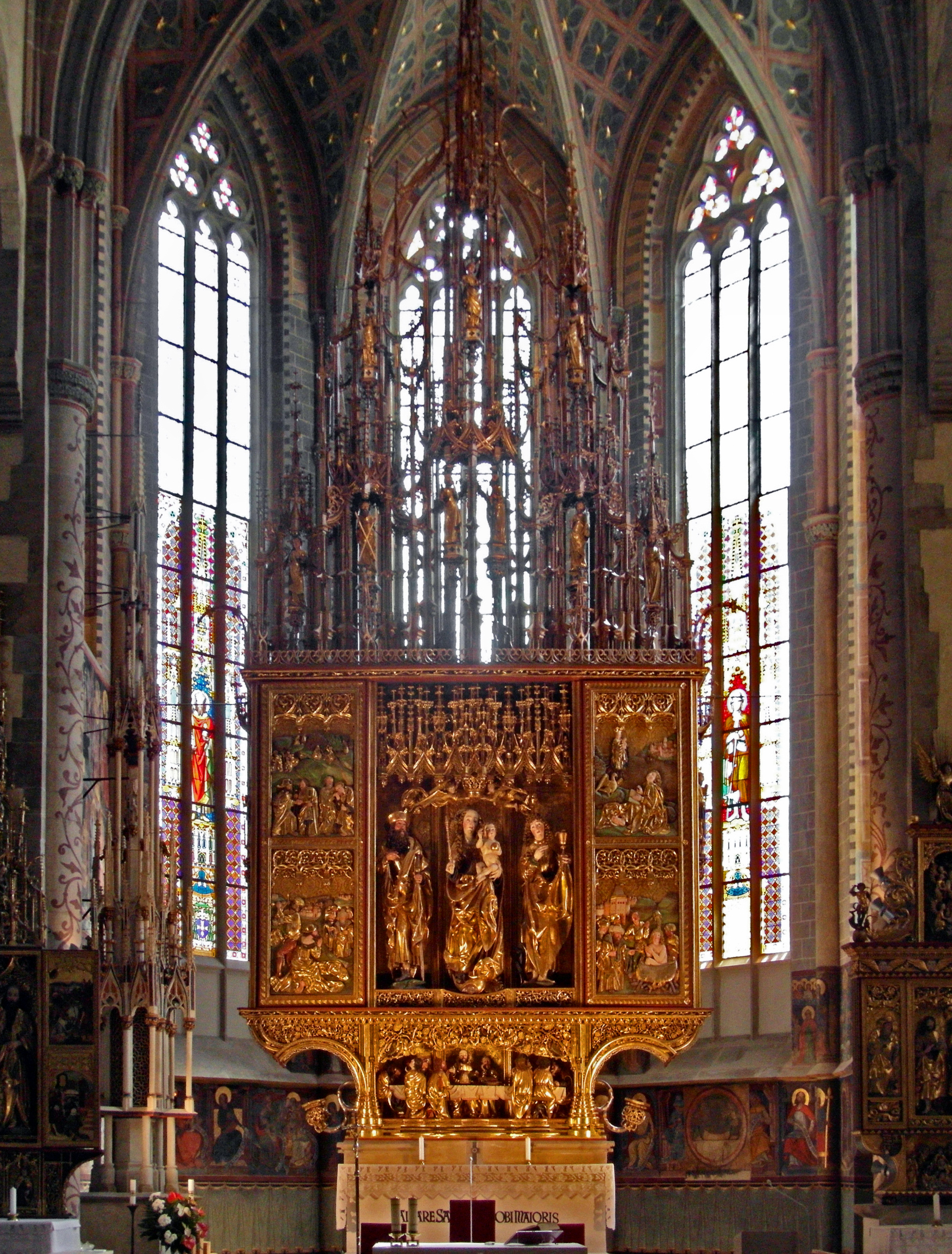
Oltář v kostele sv. Jakuba v Levoči

Z dochovaných archivních materiálů víme o Pavlově osobnosti, že vedle umělce byl také činným v městské radě, obchodoval s vínem, byl jedním ze čtyř starších Bratrstva Božího těla v letech 1515–1517, v letech 1526–1531 měl v pronájmu louky o rozloze 10 hektarů. Známý nápis na Urbanowitzově epitafu v kostele sv. Petra a Pavla dokumentuje Pavlovo autorství hlavního oltáře v chrámu sv. Jakuba.
Řemeslu se Pavel mohl začít učit jako 10 až 15letý. Výuka trvala nejméně pět až sedm let, potom musel putovat a pracovat jako tovaryš v některé významné řezbářské dílně. Jisté je, že pracoval v některé z jihoněmeckých řezbářských dílen v okruhu Norimberka nebo Pasova. Nasvědčuje tomu vliv tamějších umělců (Vít Stoss, Riemenschneider, Erhart aj.) na Pavlovu tvorbu.
Na území Slovenska přišel okolo roku 1500, pracoval v Sabinově a potom v Bánské Bystrici (kde jsou i jeho sochy) a po roce 1500 natrvalo přesídlil do Levoče, kde zůstal po celý zbytek života. V Levoči prožil minimálně třicet let. Jeho působnost v tomto městě je doložená v letech 1506–1537. To, že se usadil právě v Levoči, není náhoda. Našel tu hospodářsky silné a vysoce kulturní prostředí, které mu svými objednávkami umožnilo pracovat, prostředí, které mělo vysoké požadavky i na uměleckou úroveň jeho děl. V Levoči byla v té době významná řezbářská dílna, v jejímž čele stál mistr Vavřinec. V této dílně začal pracovat nejprve jako tovaryš, později ji vedl. Okolo roku 1510 se oženil s dcerou mistra Vavřince, který byl v té době vlivným měšťanem.
Dílna Mistra Pavla pracovala v Levoči v letech 1503–1525. V té době vznikly sochy a oltáře v Levoči, Spišské Sobotě, Bánské Bystrici, Sásové, Sabinově, Prešově atd. V jeho dílně pracovali malíři Bernhard, Valentin, Jan Kraus a Teofil Stenczel. Pavel si postupně získal v Levoči dobré postavení. Stýkal se hlavně s váženými levočskými rodinami. Dokladem toho byl i jeho vstup do Bratrstva Kristova těla, které bylo významným spolkem, ve kterém se stal členem výboru. Členy výboru byli v té době nejvýznamnější lidé z Levoče. Členem levočské městské rady byl v roce 1527. Majetek měl střední. V Levoči vlastnil dům a další pozemky. V dochovaných archivních materiálem můžeme jeho stopy sledovat až do roku 1537. V roce 1550 společně s požárem radnice shořel i městský archiv, kde by se patrně daly vysledovat další stopy jeho činnosti. Je však ještě mnoho dosud nezpracovaných archivních materiálů, které mohou přinést světlo a nové poznatky o této zajímavé osobě.

## Rodina

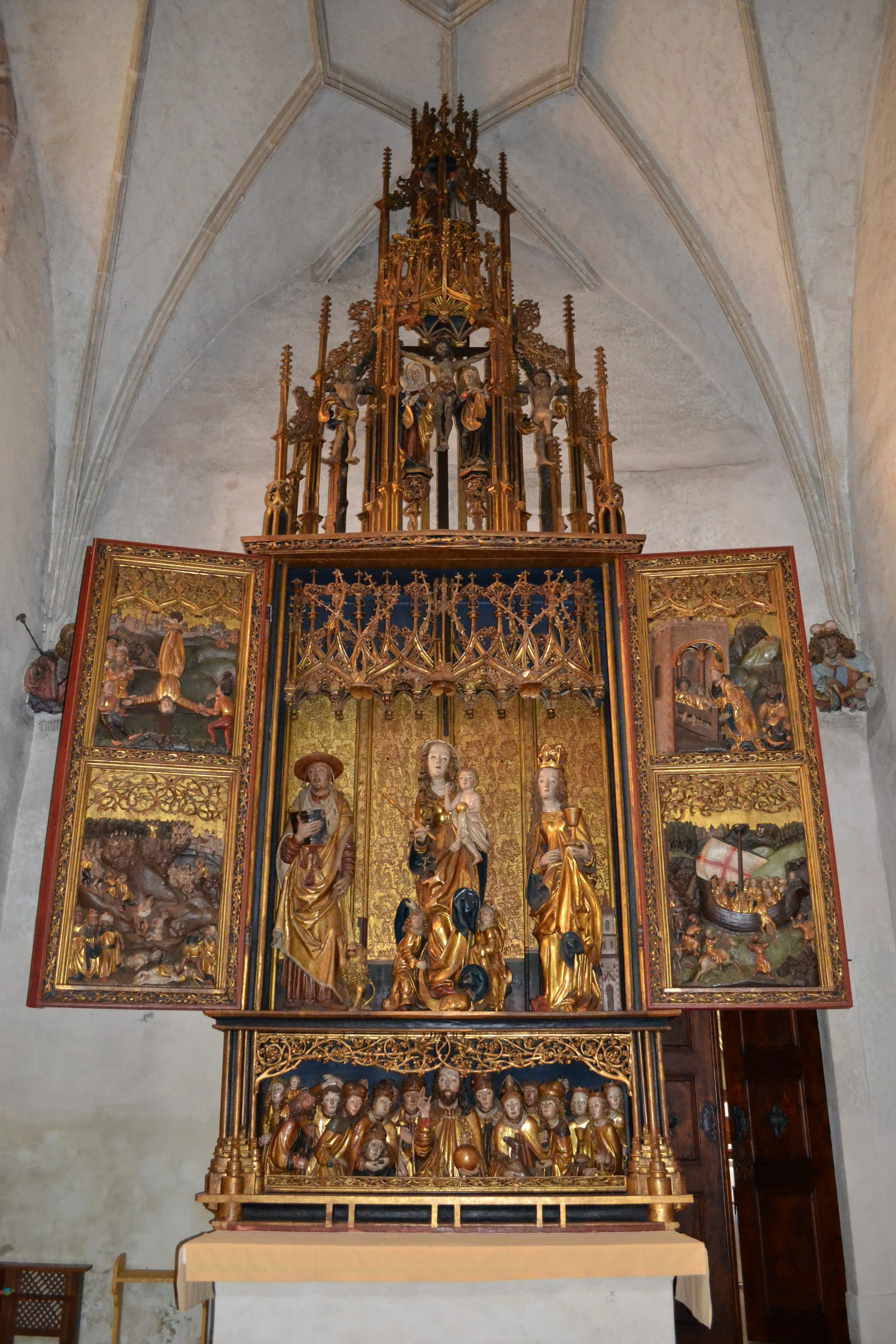
Oltář svaté Barbory v Banské Bystrici

S manželkou, jejíž jméno neznáme, měl Pavel tři děti: Lukáše, Dorotu a Markétu. Manželka mistra Pavla se narodila okolo roku 1490 a byla podstatně mladší než on. Zemřela těsně před rokem 1560.
Z dětí mistra Pavla měl nejpohnutější život syn Lukáš. Kronikář Sperfógel uvádí, že dne 18. června 1537 v noci syn Pavla řezbáře, Lukáš spolu se synem Jakuba Lutzmana, Mikulášem na levočském náměstí z pouhé rozpustilosti napadli nic netušícího sluhu, syna Mikuláše Steyra z Krakova. Zavraždili ho a z města utekli. Potom rodiče násilníků s otcem oběti dohodli náhradu za život a vyplatili mu patnáct zlatých. Kam se Lukáš po svém útěku z Levoče usadil, nepodařilo se zjistit. Mezi dědici se však už samozřejmě nenacházel.
Starší dcera Dorota se vdala za Tomáše Heulera. Mohla se narodit okolo roku 1520. Nejznámější z Pavlových dětí je pak dcera Markéta. Měla pohnutý život, navzdory tomu se však dožila poměrně vysokého věku. Narodila se okolo roku 1530. Okolo roku 1555 se vdala za kameníka Wolfganga Klenna, s nímž měla 6 dětí. Podruhé se vdala za Martina Deaka z Kežmarku, jemuž porodila tři děti. Okolo roku 1574 se vdala potřetí za Pavla Scholce z Ruskinovic. Zemřela někdy mezi lety 1600–1610. I její dcera Markéta byla třikrát vdaná. Po roce 1600 se vdala za kamenického mistra Martina Urbanowitze. Ten na památku své ženy roku 1621 zhotovil epitaf (původně umístěný na vnější stěně jižní předsíně chrámu, dnes uvnitř), z jehož nápisu vysvítá, že to právě její děd byl tvůrcem hlavního oltáře. Na epitaf upozornil v roce 1878 umělecký historik a archeolog Imrich Henszlmann.

## Dílo v kostele svatého Jakuba
Nejcennější částí interiéru kostela svatého Jakuba je dílo Mistra Pavla z Levoče – národní kulturní památka. Jde především o hlavní oltář sv. Jakuba s výjevem Poslední večeře a sochami Madony, sv. Jana a sv. Jakuba. Dále je to oltář Narození (Madona, sv. Josef, dva pastýři, tři andělé), oltář sv. Mikuláše, oltář čtyř Janů, oltář sv. Anny , jezdeckou sochu sv. Jiří v boční kapli a Ukřižovaného ze skupiny Ukřižování.
Většina soch z levočského kostela je vystavena v Muzeu mistra Pavla, které se nachází proti chrámu svatého Jakuba. Kopie soch vznikly v rámci oprav hlavního oltáře, které probíhaly v letech 1952–1954. Realizací oprav byli pověření známí restaurátoři bratři František, Karol, Herman a Jozef Kotrbové.

## Dílo ve spišských městech
Dílo Mistra Pavla zdobí interiéry i v jiných kostelech na Spiši. V první řadě je třeba připomenout hlavní oltář sv. Jiří ve farním kostele ve Spišské Sobotě. V predelle oltáře, podobně jako v Levoči, je výjev Poslední večeře. Na oltáři je datování 1516. V oltářní skříni je reliéf sv. Jiří na koni, jak zabíjí draka. Na dílo Mistra Pavla ukazuje i hlavní oltář v Hrabušicích. Oltářní skříň zdobí tři plastiky Madony, sv. Vavřince, patrona kostela, a sv. Štěpána. Ze školy Mistra Pavla je také boční oltář sv. Anny v Hrabušicích.
K pracím Mistra Pavla patří oltář sv. Markéty v Mlynici. Centrální plastikou oltáře je postava sv. Markéty. K Madonám Mistra Pavla se řadí i Madony v Ľubici a v Slovenské Vsi. Mezi vynikající práce patří skupina Kalvárie v Spišské Nové Vsi. Některá díla Pavla z Levoče, která se původně nacházela v kostelech ve spišských městečkách, se dostala do muzeí a galerií (Budapešť, Praha, Bratislava). Všechny zachované jsou z let 1500–1520, resp. 1525. Zachovala se nám jen část díla Mistra Pavla. Kromě rozsáhlé pavlovské aktivity v Levoči a na celém území Spiše je tvorba Mistra Pavla doložená i v Šariši (Sabinov, Chmiňany, Svinia), v Gemeru (Chyžné), v Liptově (Okoličné, Liptovský Mikuláš, Liptovský Trnovec) a Mistr Pavel pracoval i pro Banskou Bystrici.